# Anthrax daphne
Anthrax daphne är en tvåvingeart som först beskrevs av Osten Sacken 1886.  Anthrax daphne ingår i släktet Anthrax och familjen svävflugor. Inga underarter finns listade i Catalogue of Life.